# Rechnergestütztes Einheitliches Mess- und Prüfsystem

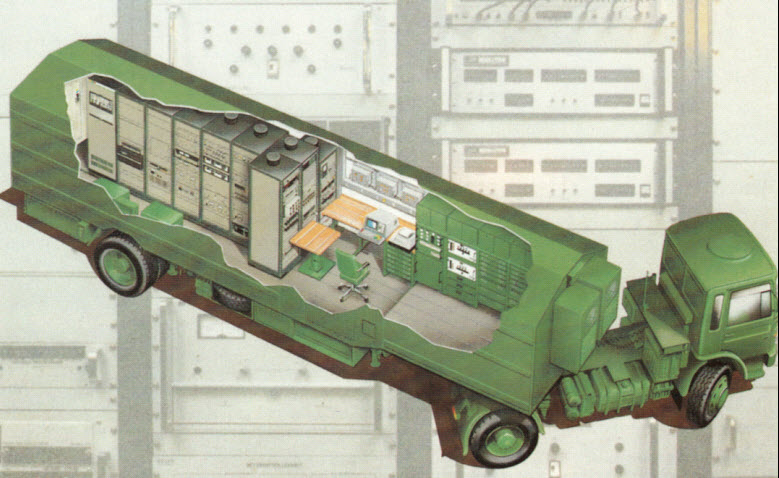
REMUS Sattelanhänger mit Zugmaschine

Rechnergestützte Einheitliches Mess- und Prüfsystem (REMUS) bezeichnet ein Instandhaltungssystem für Kommunikations- und Wehrtechnik der Bundeswehr.

## Beschreibung
1973 wurde ein Erlass mit taktischen Erfordernissen herausgegeben, der unter anderem auch Erfordernisse für Instandhaltung für elektronische Gerätschaften regelte. Anforderungen für eine mobile Prüf- und Reparaturwerkstatt wurden auf diesem Hintergrund aufgestellt. Die Krupp Atlas Elektronik entwickelte das System REMUS, das in einem Sattelschlepper installiert wurde. Rund 130 verschiedene Systeme der Bundeswehr konnten mit REMUS instand gehalten werden, darunter auch die 1974 eingeführten Funkgeräte SEM 70 und SEM 80/90. Die ersten REMUS-Erprobungssysteme (Nullserien) wurden am 18. Dezember 1981 in Bremen an die Bundeswehr übergeben. Nachfolgend stieg der Bestand auf 75 Fahrzeuge mit REMUS-Systemen, die jeweils für neuere Technik nachgerüstet wurden. Im 21. Jahrhundert wurde mit dem Rückbau der Bundeswehr auch die Zahl der REMUS-Systeme reduziert. Ende der 2010er-Jahre wurde von rund sieben noch einsatzfähigen REMUS-Systemen berichtet.
Im Oktober 2021 wurde bekannt, dass die Bundeswehr Funkgeräte SEM 80/90 nachbestellt hat, die bis 2035 im Einsatz bleiben sollen. Die noch existierenden REMUS-Systeme könnten diese Geräte instand halten.

## Verwendung
Für die Funktionsprüfung und Fehlerlokalisierung in elektronischen Baugruppen, die aus anderen Waffensystemen des Heeres stammen (z. B. Leopard, Roland, Gepard usw.), wurde ein Rechnergestütztes Einheitliches Meß- und Prüfsystem, genannt REMUS,  genutzt. Das System war ein komplexer Prüfautomat für verschiedene elektronische Baugruppen im Heer aus unterschiedlichen Waffensystemen (Gepard/Leopard/Roland/IFF aus TÜR/LÜR/Richtfunk/Funk/Fernschreiber FS200 und Fahrzeugnavigationsanlage). Von 1981 bis 2004 wurde es in der Bundeswehr verwendet. Es gab in jeder der zwölf Divisionen und in den drei Korps je fünf Stationen (eine SHF, zwei HF, eine DIG und eine NF Station).
Die Personalstärke pro Station war: ein Systemfeldwebel (HF/SF), ein Bedienfeldwebel (Fw/OFw), ein Bedienunteroffizier (U/SU) und zwei Mannschaftsdienstgrade (G/HG) als Kraftfahrer und Assistenz.
Die Prüfstationen bestanden aus einem Siemens-Prozessrechner mit angeschlossenen 12-Zoll-Wechsel- und Festplatteneinheiten, Terminal mit 8-Zoll-Diskettenlaufwerk und über IEEE-488-Bus angebundenen Stimulier- und Messgeräten. Es gab NF-, HF-, SHF- und DIG-Prüfstationen. Es wurde unter der Prüfsystemsoftware IEEE/ARINC-Standard-ATLAS betrieben. Die Entwicklung wurde von AEG begonnen und von Hughes (USA) fertiggestellt. Krupp ATLAS-Elektronik in Bremen koordinierte die Serie. Die Prüfgeräte waren in einem Sattelauflieger installiert und in der MES 3 im Heer eingesetzt.
Im Bild zu erkennen sind (Schrankreihe von hinten nach vorn):
- Siemens Prozessrechner 330 (16 Bit, 64 Ki-Worte Ringkernspeicher mit 650 ns Zugriffszeit) und DRAM Seitencache
- Wechselplattensystem
- Festplattensystem
- mehrere Schränke mit verschiedenen Mess- und Stimuligeräten
- das Adapterfeld für die Kofferadapter (an der Stirnseite der Schrankreihe)
- der Messplatz mit Terminal und Aufhängungen zur Unterbringung von Kofferadaptern
- die elektrische Steuerung der Station
- Klimaanlagen, die aus Kondensatoren an der Stirnseite des Aufliegers, drei Kühlaggregaten mit Unterflurverdampfern zur Prozesswärmeabfuhr der Prüftechnik und einem Aggregat zur Raumkühlung/-heizung des Bedienerplatzes besteht
- am Wagenboden (außen) eine brennstoffbetriebene (Not-)Luftheizung „V7S“ von Eberspächer, die aus dem 24-V-Batteriesatz bzw. einer sogenannten Primärstromversorgung versorgt wurde

Das System konnte 130 verschiedene Baugruppen von 20 Waffensystemen auf Funktion prüfen. Fehler wurden durch Unterbaugruppentausch beseitigt und die Systeme nochmals getestet.
Zum System gehörten außer der Prüfstation ein Container zum Transport von Software auf Wechselplatten, Kofferadaptern und Kabeln und ein 60-kW-Stromerzeugeraggregat (SEA).
Ende der 1990er Jahre wurden die veralteten Baugruppen der Anlagen (Plattenspeicher/Wechselplatten sowie der Bedienerplatz) auf neuere Technik umgestellt. Der Plattenspeicher und die Zeichenbildschirmeinheit wurden nun auf PC emuliert. 2004 wurden alle Stationen aus der Nutzung genommen und im damaligen SIZ 870, Bad Bergzabern (jetzt EloZBw) zerlegt. Bis zum geplanten Nutzungsende (2025+?) sind noch sechs HF-Prüfstationen in Betrieb und dienen zur Instandsetzung der alten Funkgerätegeneration SEM 70/80/90.

## Mobilität
Das Hauptsystem wurde mit Sattelschlepper und Auflieger transportiert. Zur Erstausstattung sind folgende Daten bekannt.
- Antrieb: 176 kW Dieselmotor, Reichweite ca. 480 Kilometer, Gesamtgewicht 29.300 Kilogramm (betriebsbereit)
- Abmessungen: Breite: 2,5 Meter,  Höhe: 3,5 Meter,  Länge: 15 Meter

Der zusätzliche Container und das Stromaggregat wurden auf Militär-Lkw bzw. das Stromaggregat auf Anhänger transportiert.